# Wojciech Majewski (muzyk)
Wojciech Henryk Majewski – polski pianista jazzowy, kompozytor, aranżer, pedagog.

## Życiorys
Wojciech Majewski jest synem Henryka Majewskiego, trębacza jazzowego. W 1999 ukończył studia w Akademii Muzycznej im. Fryderyka Chopina w Warszawie, w klasie fortepianu. W 2001 ukazała się pierwsza płyta firmowana jego nazwiskiem zatytułowana Grechuta. Spotkała się z dużym uznaniem zarówno ze strony krytyki i publiczności. Podsumowaniem okresu fascynacji osobowością artystyczną polskiego piosenkarza była książka Marek Grechuta-portret artysty (Znak 2006), która stała się bestsellerem. W roku 2003 światło dzienne ujrzała druga istotna pozycja fonograficzna w dorobku Majewskiego zatytułowana Zamyślenie. Album zdominowały jego kompozycje autorskie(w tym jedna piosenka wykonana przez Grzegorza Turnaua). Pierwsze dwie płyty,podobnie jak trzeci całkowicie autorski album Opowieść (2009) zostały dostrzeżone przez branżę muzyczną czego wyrazem było 5 nominacji do nagrody Fryderyk w kategoriach: jazzowy album roku i muzyk jazzowy roku.
Występował z wieloma znakomitymi artystami, takimi jak Tomasz Szukalski, Henryk Miśkiewicz, Zbigniew Namysłowski, Jan Ptaszyn Wróblewski, Ewa Bem, Stanisław Sojka, Andrzej Bauer, Palle Danielsson, Joe La Barbera i inni. Koncertował w wielu krajach m. in w Danii, Niemczech, Izraelu, USA, Francji, Rosji czy we Włoszech. Brał udział w prestiżowych festiwalach jazzowych m.in. Jazz Jamboree w Warszawie, Jazz Open w Stuttgarcie. Od roku 2003 prowadzi działalność pedagogiczną na Wydziale Jazzu ZPSM im. F. Chopina w Warszawie.

## Dyskografia
Płyty autorskie
- Wojciech Majewski Quintet – Grechuta (2001)
- Wojciech Majewski Quintet – Zamyślenie (2003)
- Wojciech Majewski – Opowieść (2009)
- Wojciech Majewski – Wojciech Majewski gra Skriabina (2015)[1]
- Wojciech Majewski – Przemiana (2020)[1]

Inne
- Robert Majewski – Plays Komeda (1996)
- Robert Majewski Quintet – Coś dla ludzi (1998)
- Marek Grechuta – Niezwykłe miejsca (2004)
- Magda Umer – Noce i sny (2010)